# Route nationale 163bis
Die Route nationale 163Bis, kurz N 163Bis oder RN 163Bis, war eine französische Nationalstraße.
Die Straße wurde 1862 zwischen Rennes und Le Lion-d’Angers festgelegt. Sie begann ebenso wie die Nationalstraße 163 in Rennes und endete etwa 15 Kilometer Luftlinie vom Ende der N 163 entfernt. Sie geht auf die Route stratégique 22 (La Guerche-de-Bretagne−Craon) und einem Teil der Route stratégique 15 (Craon−Segré) zurück und ist dadurch eine eigenständige Nationalstraße und kein Seitenast, so wie alle auf Route stratégique zurückgehenden Nationalstraßen. Ihre Gesamtlänge betrug 96 Kilometer. 1973 wurde sie abgestuft. In den 1980er Jahren beschlossen die Départements Ille-et-Vilaine und Maine-et-Loire zwischen Rennes und Angers eine Schnellstraße zu errichten. Dazu hat man den Teil der abgestuften N 163bis zwischen Segré und Le Lion-d’Angers verwendet und ausgebaut. Um eine einheitliche Nummerierung herzustellen, wurde die Departementsstraße von D 683 in D 775 umgewidmet.